# Saint-Eugène (Aisne)
Saint-Eugène je francouzská obec v departementu Aisne v regionu Hauts-de-France. V roce 2011 zde žilo 244 obyvatel.

## Sousední obce
Blesmes, Condé-en-Brie, Courboin, Crézancy, Connigis, Fossoy, Monthurel

## Vývoj počtu obyvatel
Počet obyvatel 